# Zuidelijke gladde slang
De zuidelijke gladde slang of Girondische gladde slang (Coronella girondica) is een slang uit de familie toornslangachtigen en de onderfamilie Colubrinae.

## Naamgeving en taxonomie
De wetenschappelijke naam van de soort werd voor het eerst voorgesteld door François Marie Daudin in 1803. Oorspronkelijk werd de wetenschappelijke naam Coluber girondicus gebruikt. De zuidelijke gladde slang is in het verleden onder verschillende wetenschappelijke namen beschreven, waaronder Natrix meridionalis, Coluber riccioli, Zamenis riccioli, Psammophis girondicus, Coronella meridionalis, Zacholus girondicus en Coluber rubens.
De Nederlandstalige naam slaat op het feit dat deze soort zuidelijk voorkomt dan de in Europa algemene gladde slang (Coronella austriaca). De soortaanduiding girondica betekent vrij vertaald 'afkomstig uit Gironde'.

### Ondersoorten
Er worden twee ondersoorten bekend, die verschillen in het verspreidingsgebied en de uiterlijke kenmerken. Opgemerkt moet worden dat deze ondersoorten niet door alle biologen worden erkend. De ondersoorten zijn onderstaand weergegeven, met de auteur en het verspreidingsgebied.
| Naam                        | Auteur         | Verspreidingsgebied                  |
| --------------------------- | -------------- | ------------------------------------ |
| Coronella girondica amaliae | Boettger, 1881 | Marokko                              |
| Coronella girondica         | Daudin, 1803   | De rest van het verspreidingsgebied. |

## Uiterlijke kenmerken

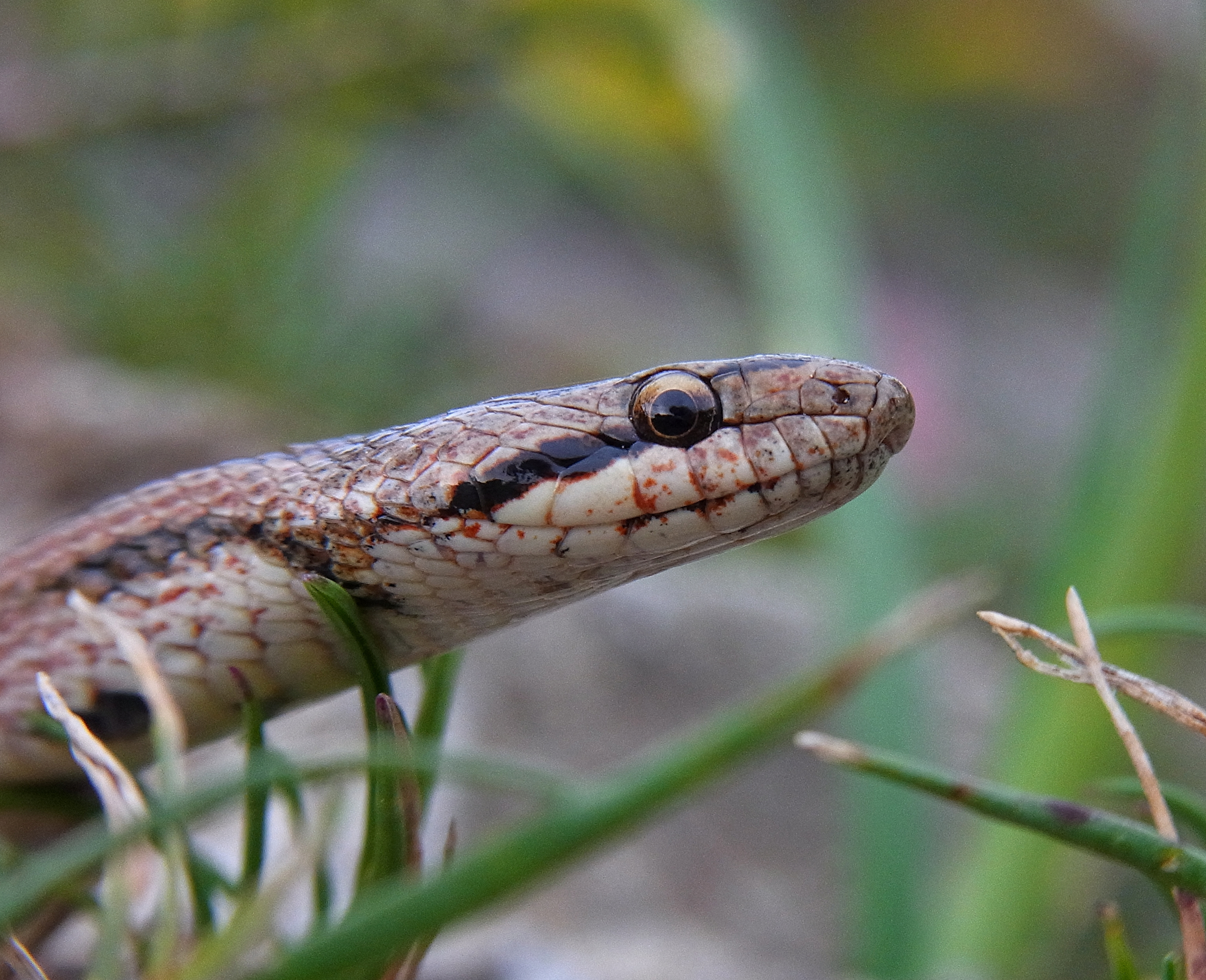
Detail van de kop.

De totale lichaamslengte bedraagt ongeveer zestig tot zeventig centimeter, de meeste exemplaren blijven wat kleiner. De zuidelijke gladde slang is moeilijk van andere soorten slangen te onderscheiden omdat het dier geen duidelijk afwijkende kenmerken heeft. De basiskleur is meestal lichtgrijs tot lichtbruin, met op de rug een tekening van vage donkere strepen die in de nek veranderen in lengtestrepen tot op de kop. Achter het oog is een oogvlek aanwezig die naar de rug toe vervaagt. Op de snuitpunt is een zeer donkere vlek te zien over de hele breedte, de snuit is meestal geel tot geelwit. De juvenielen hebben een rode kleur aan de buikzijde.
Van de ringslang verschilt de zuidelijke gladde slang door een bredere schub aan het rostrum. Ook is het aantal schubben op het lichaam en de bovenlip (supralabiale schubben) is groter dan bij de ringslang het geval is.

## Verspreiding en habitat

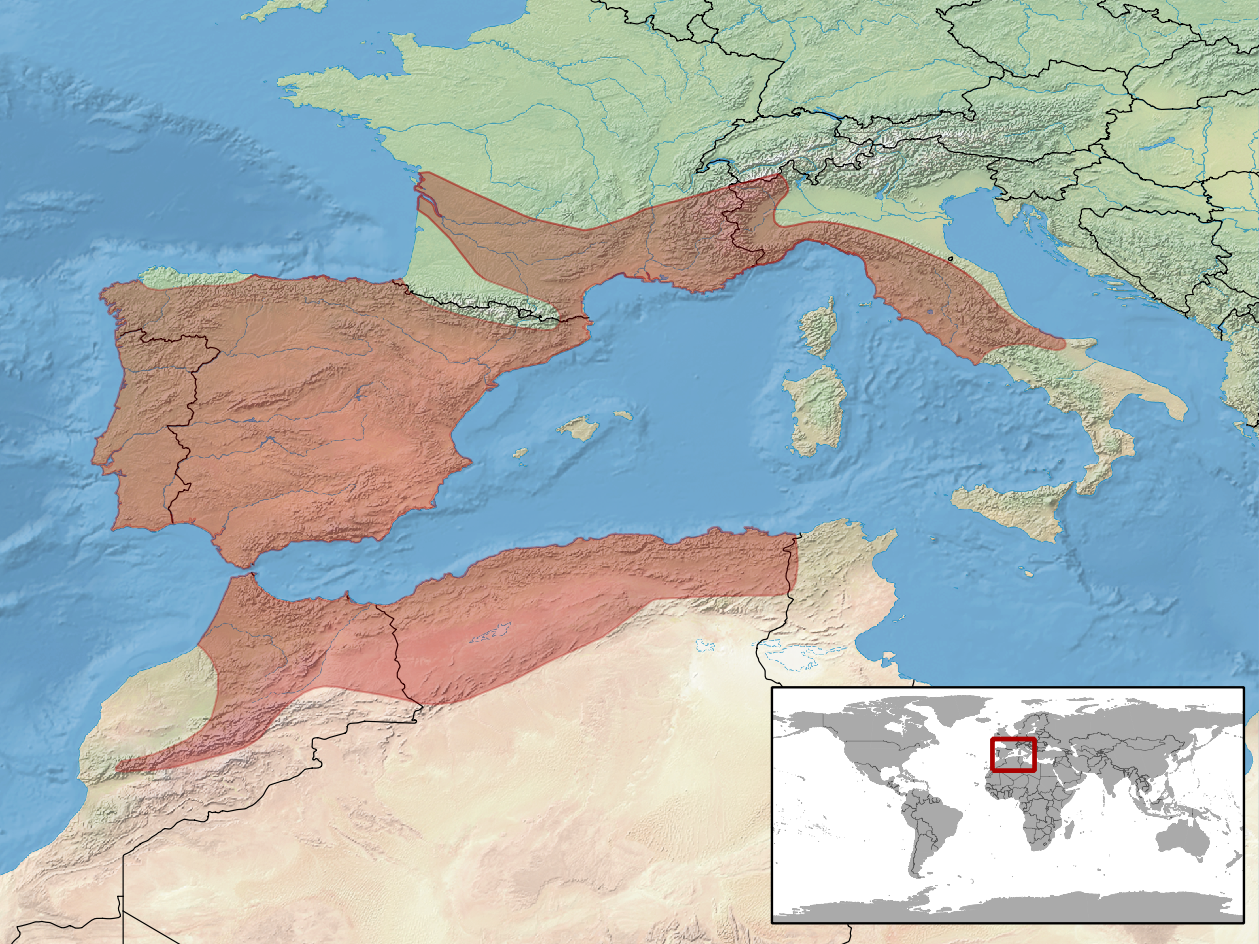
Verspreidingsgebied in het rood.

Deze slang is niet giftig en veel zeldzamer dan de 'gewone' gladde slang (Coronella austriaca), die in grote delen van Europa leeft. De zuidelijke gladde slang komt voor in delen van Mediterraan Europa in de landen Spanje, (inclusief Gibraltar), Portugal en zuidelijk Frankrijk. Op Sicilië komt de soort niet voor, hoewel dit lange tijd wel werd aangenomen.
Daarnaast is de soort te vinden in delen van noordwestelijk Afrika in de landen Marokko, Algerije en Tunesië.
De habitat bestaat uit gematigde bossen, Mediterrane scrublands en graslanden. Ook in door de mens aangepaste streken zoals weilanden, kwekerijen en plantages kan de slang worden aangetroffen. De soort is aangetroffen van zeeniveau tot op een hoogte van ongeveer 2900 meter boven zeeniveau.
De zuidelijke gladde slang houdt zich vaak op in droge, open gebieden bij voorkeur met rotsen, ruïnes of oude muren.

## Levenswijze
Deze soort eet voornamelijk hagedissen, net zoals de verwante katslang (Telescopus fallax). Ook slangen worden wel gegeten en van de juvenielen is bekend dat ze ook wel insecten buitmaken. De slang is 's nachts actief, het menu bestaat namelijk uit gekko's en deze dieren zijn eveneens nachtactief. Grotere prooien worden eerst gewurgd, kleine exemplaren worden in een keer doorgeslikt. De zuidelijke gladde slang is een eierleggende soort, in tegenstelling tot de gladde slang die eierlevendbarend is.
De zuidelijke gladde slang is schuwer dan de gladde slang en zal direct vluchten bij verstoring. In tegenstelling tot de gladde slang -die fel van zich afbijt- zal de zuidelijke gladde slang proberen los te komen als het dier wordt vastgepakt.

## Beschermingsstatus
Door de internationale natuurbeschermingsorganisatie IUCN is de beschermingsstatus 'veilig' toegewezen (Least Concern of LC).
De zuidelijke gladde slang wordt sinds enige tijd beschermd omdat de soort zeldzamer wordt. In het achterland van de Spaanse Costa Blanca, het gebied van de Circo de la Safor nabij Lorcha, zijn ze tevens gesignaleerd.